# Бельгард (Тарн)
Бельга́рд (фр. Bellegarde, окс. Bèlagarda) — коммуна во Франции, находится в регионе Юг — Пиренеи. Департамент — Тарн. Входит в состав кантона От-Даду. Округ коммуны — Альби.
Код INSEE коммуны — 81026.

## География
Коммуна расположена приблизительно в 550 км к югу от Парижа, в 75 км северо-восточнее Тулузы, в 11 км к востоку от Альби.

## Климат
Климат умеренно-океанический. Зима мягкая и дождливая, лето жаркое с частыми грозами. Ветры довольно редки.

## Население
Население коммуны на 2010 год составляло 420 человек.
| 1962 | 1968 | 1975 | 1982 | 1990 | 1999 | 2010 |
| ---- | ---- | ---- | ---- | ---- | ---- | ---- |
| 305  | 290  | 287  | 355  | 335  | 317  | 420  |

## Администрация
| Период | Период | Фамилия        | Партия | Примечания |
| ------ | ------ | -------------- | ------ | ---------- |
| 2001   | 2008   | Жан-Клод Дюран |        |            |
| 2008   | 2020   | Серж Капгра    |        |            |

## Экономика
В 2007 году среди 237 человек в трудоспособном возрасте (15—64 лет) 172 были экономически активными, 65 — неактивными (показатель активности — 72,6 %, в 1999 году было 71,3 %). Из 172 активных работали 163 человека (87 мужчин и 76 женщин), безработных было 9 (4 мужчины и 5 женщин). Среди 65 неактивных 18 человек были учениками или студентами, 27 — пенсионерами, 20 были неактивными по другим причинам.

## Фотогалерея

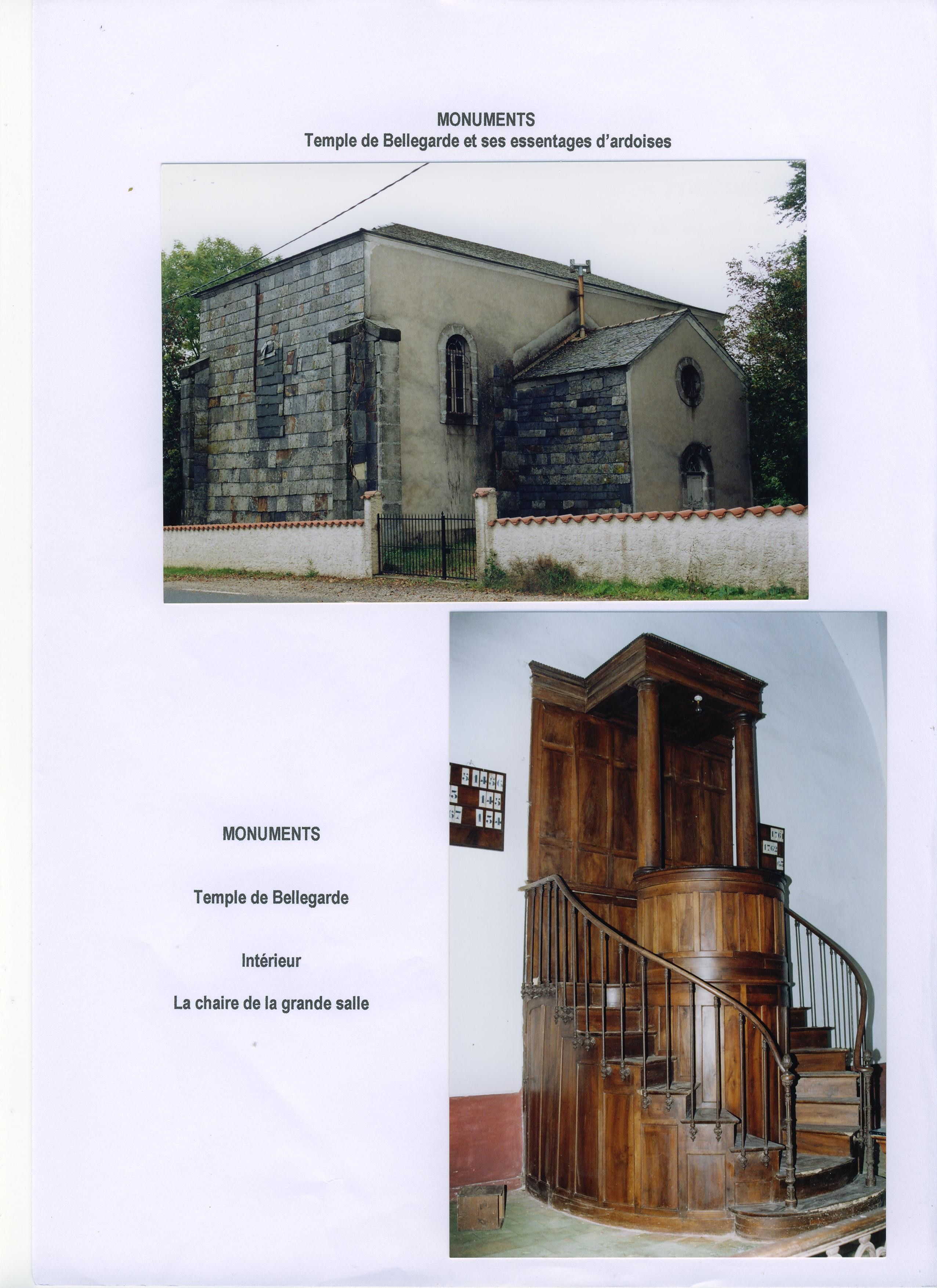
Церковь
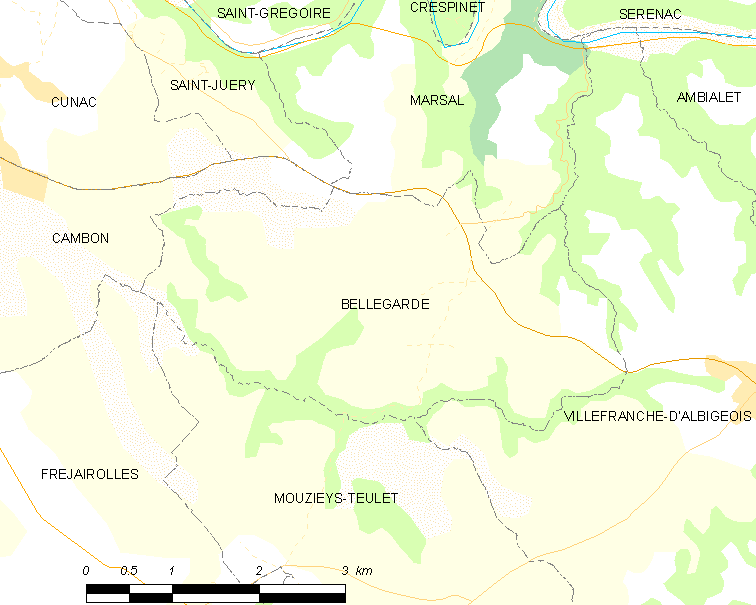
Карта коммуны